# Пемзашен (станция)
Пемзаше́н (арм. Պեմզաշեն) — железнодорожная станция Южно-Кавказской железной дороги, расположенная в одноимённом селе марза (области) Ширакской области на линии Гюмри — Маралик. Является конечной станцией для электропоездов, следующих из Гюмри в направлении Маралика.

## Расписание
- № 6513/6514 Гюмри — Пемзашен, отправлением из Гюмри в 7:00 и прибытием в Пемзашен в 8:20. Из Пемзашена электропоезд отправляется в 8:50 и прибывает в Гюмри в 10:09.
- № 6515/6516 Гюмри — Пемзашен, отправлением из Гюмри в 16:00 и прибытием в Пемзашен в 17:17. Из Пемзашена электропоезд отправляется в 17:50 и прибывает в Гюмри в 19:05.

С 15 января 2011 года пассажирское сообщение по линии приостановлено.
- Пассажирские поезда дальнего следования отсутствуют. Товарное движение не осуществляется.